# Красный мост (Ереван)
Красный мост (арм. Կարմիր կամուրջ, Кармир камурдж) — разрушенный мост через реку Раздан в Ереване, Армения. До открытия в 1945 году моста Победы Красный мост был главным и единственным мостом через Раздан, связывающим город с правым берегом.

## Название
Наименование Красного было дано по цвету вулканического туфа, из которого построен мост. Также был известен как Старый Разданский мост и мост ходжи Пилава (арм. Խոջա Փլավի կամուրջ, Ходжа Плави камурдж), по имени богатого купца из Канакера, который выделил деньги на его реконструкцию.

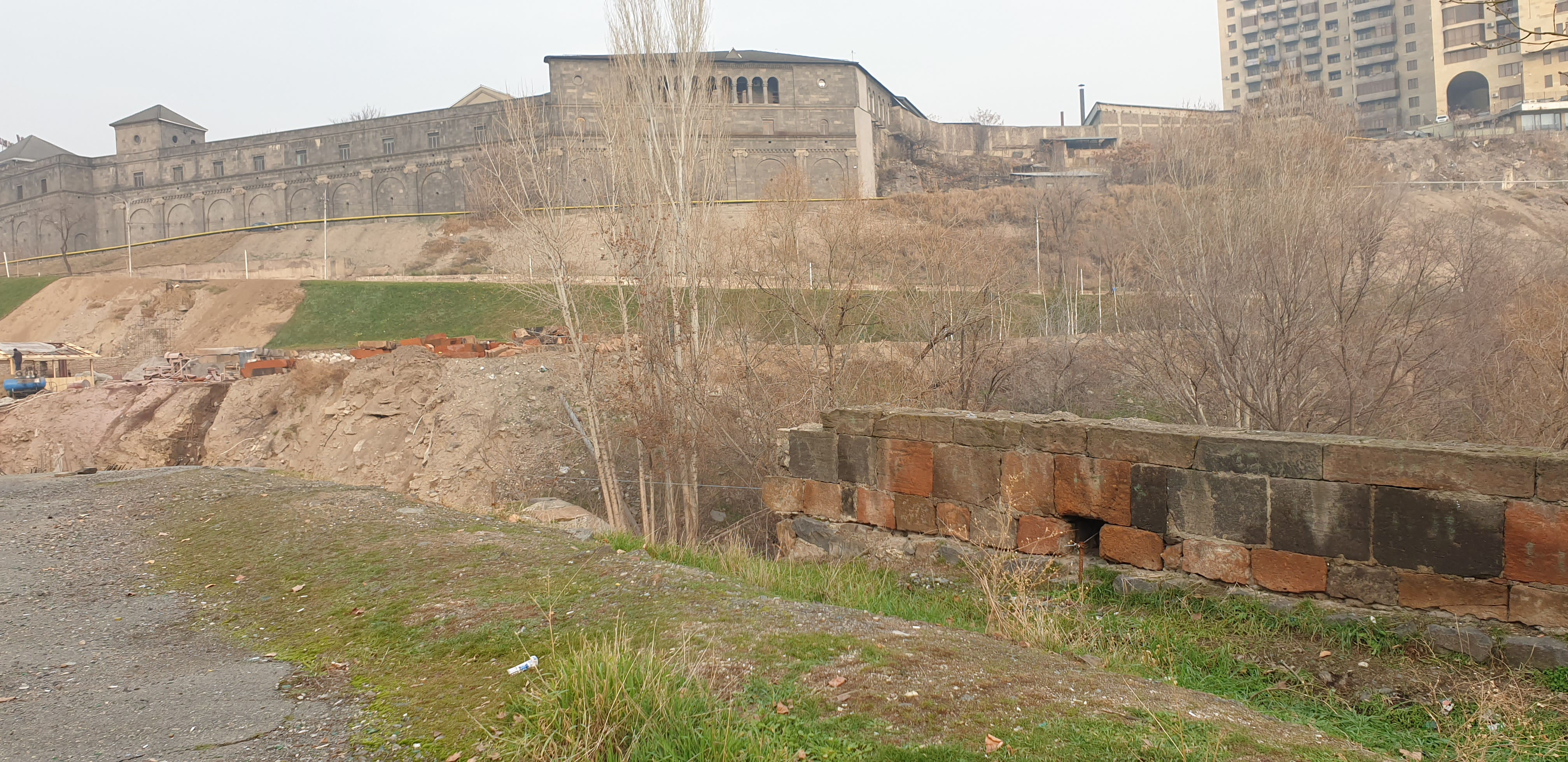
Вид с моста на Ереванскую крепость

## История
Строительство моста относится к XII веку. По нему шли все караваны в город, а также он соединял Эриванскую крепость и Араратскую долину. В 1679 году старый мост был разрушен землетрясением, но уже в 1680 году был восстановлен. В 1850 году русскими инженерами выполнен ремонт моста с сохранением прежнего вида.
Мост был двухпролетный каменный арочный. Размеры пролетов 14 + 14,1 м. В устоях были сделаны проемы для пропуска поливной воды. Стрельчатые своды моста, а также нижние части опор были сделаны из тёсаного туфа, верхние же части и дамба выложены на растворе с толстыми швами из кирпича, образующего живописный фон, на котором чётко выделяется строгий рисунок архивольтов. Цоколь облицован туфом. Общая длина моста составляла 87,5 м, ширина проезжей части — 6,5 м, высота над уровнем воды — 11 м.
На правой стороне моста была установлена мраморная доска, посвящённая строительству моста:

Во время царствования великого государя, повелевающего над вселенной, честнейшего из племён пророка, следующего правилам двенадцати имамов, управлением подобного мудрому Соломону, совершившего эпоху царствования непобедимого и счастливого Шах-Абаза, из поколения пророка, известного под именем Баадур-хана; да увековечит Господь Бог царствование и царство его.

По повелению означенного выше достойного царства небесного шаха, построен мост над рекой Зангой, Амир-гю-на-хана-сиры-Асланом, известным под названием Шар-Аслана, начальника эриванского ханства.

Основание этого моста положил мастер Хан-Карим, который, по окончании постройки, представился Богу.

Виновник сооружения моста и мастер, построивший его, наследовали царство небесное.

При сложении первоначальных букв последней фразы подлинника, составится год сооружения моста: 1035 по исламскому календарю, соответствующий 1680 году по Григорианскому календарю.
До середины 1940-х годов — до постройки моста Победы — Красный мост был главным и единственным мостом через Раздан, связывающим город с правым берегом. Однако после строительства моста Победы Красный мост оказался заброшен.
В 2023 году на средства частного инвестора начались работы по восстановлению моста.

## Галерея

Исторические изображения
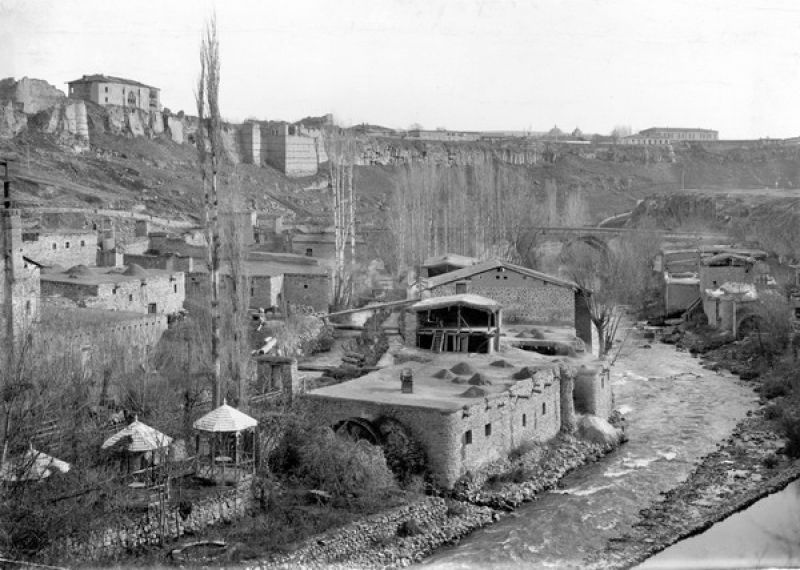
1911 год
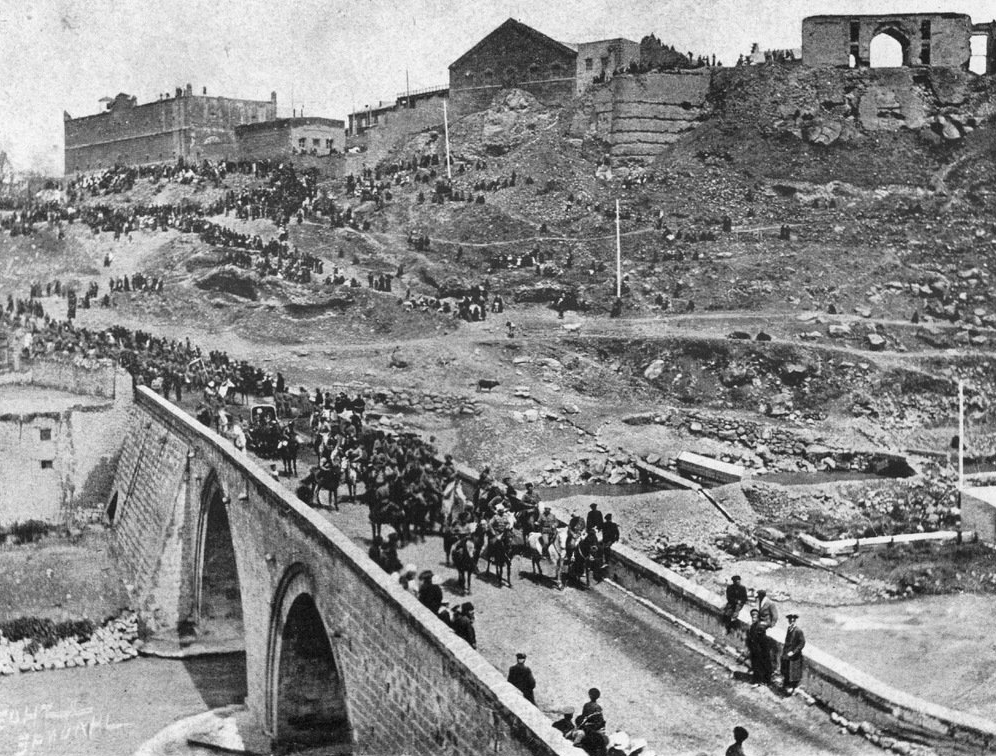
1914 год
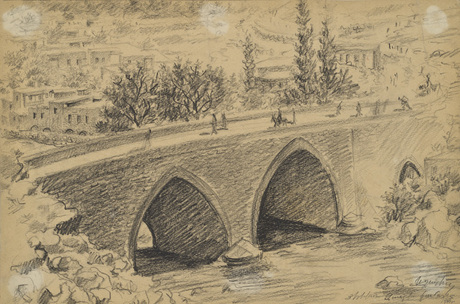
Гравюра Арарата Гарибяна, 1943 года

Современные изображения
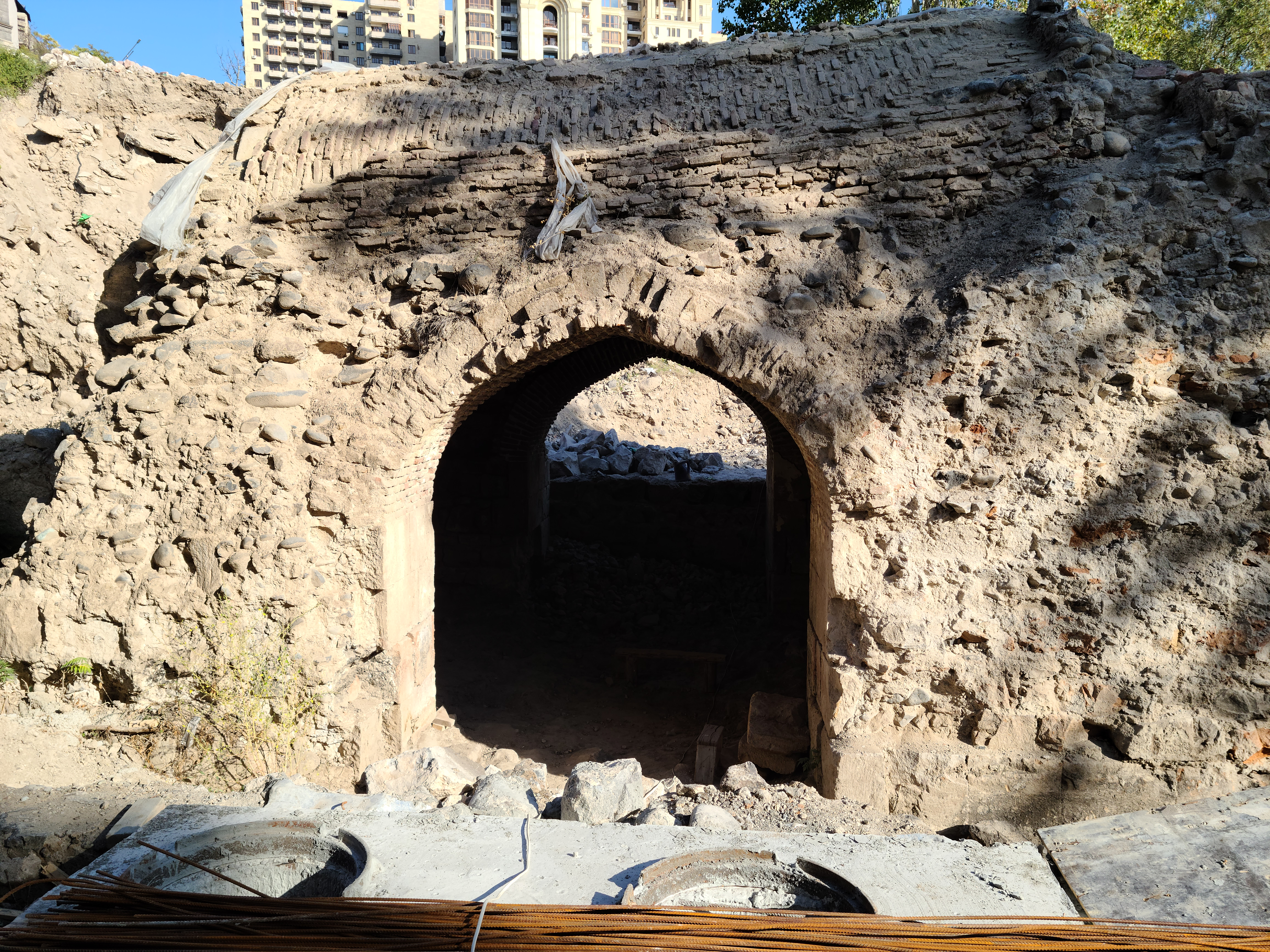
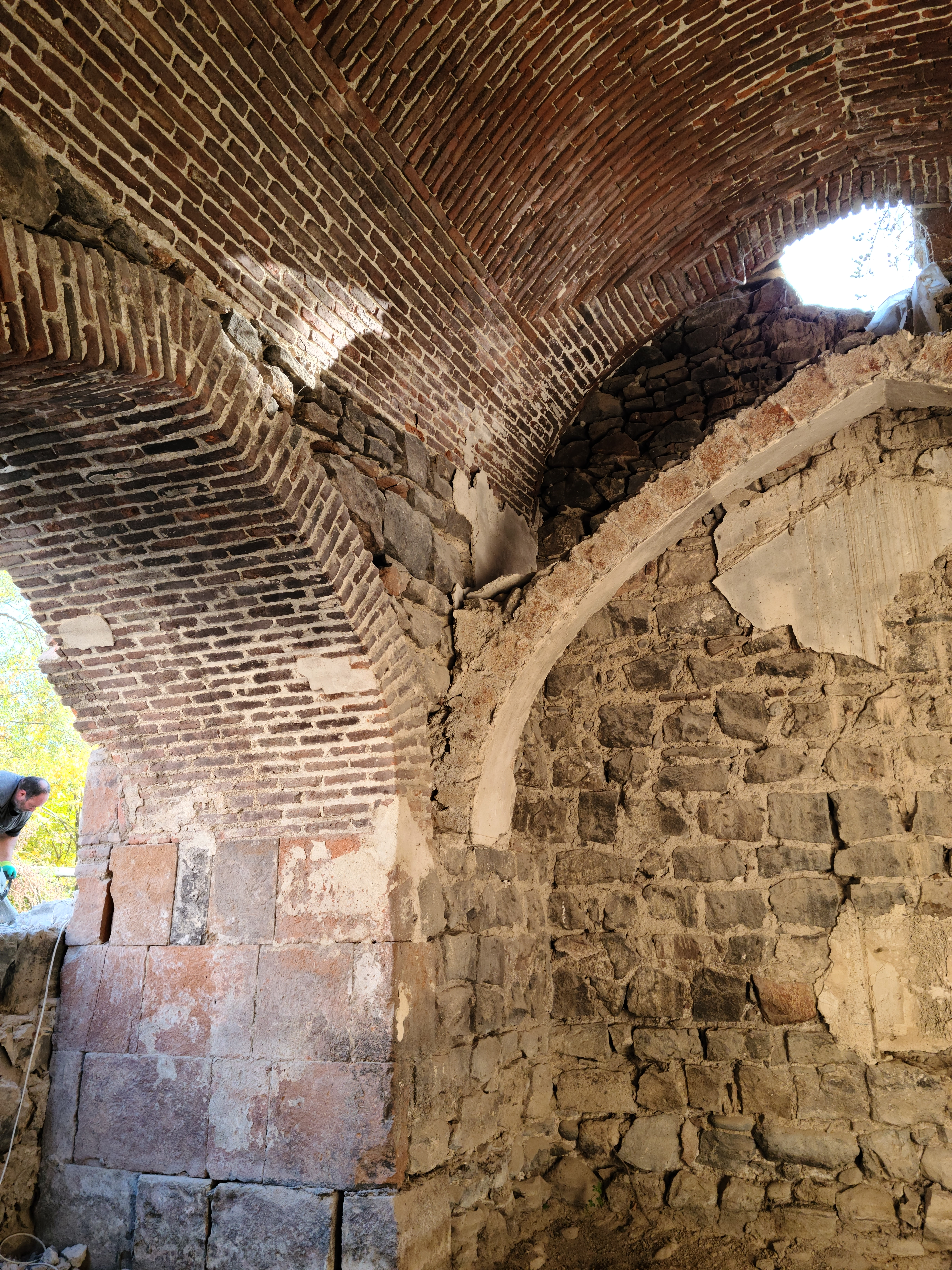
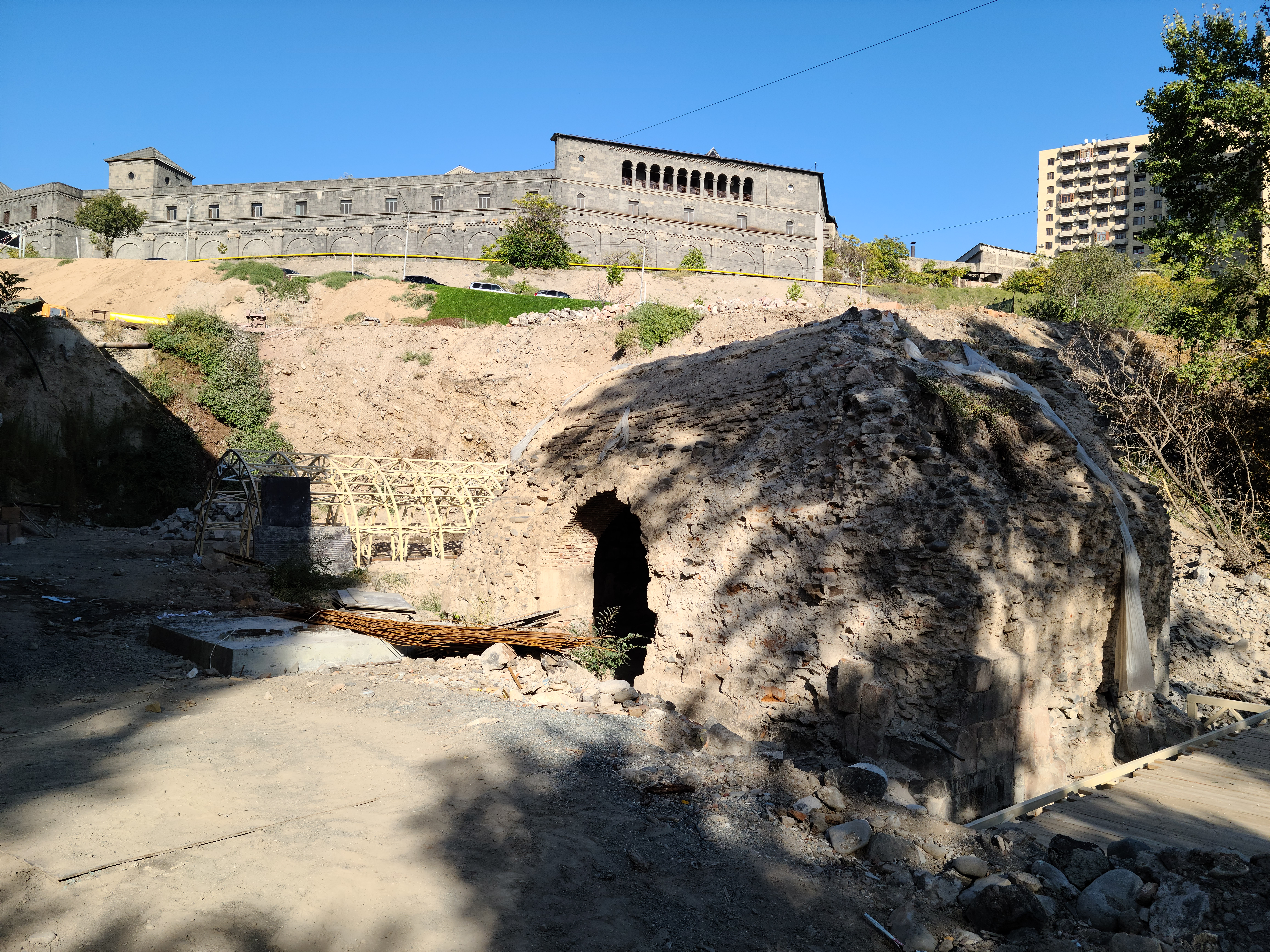
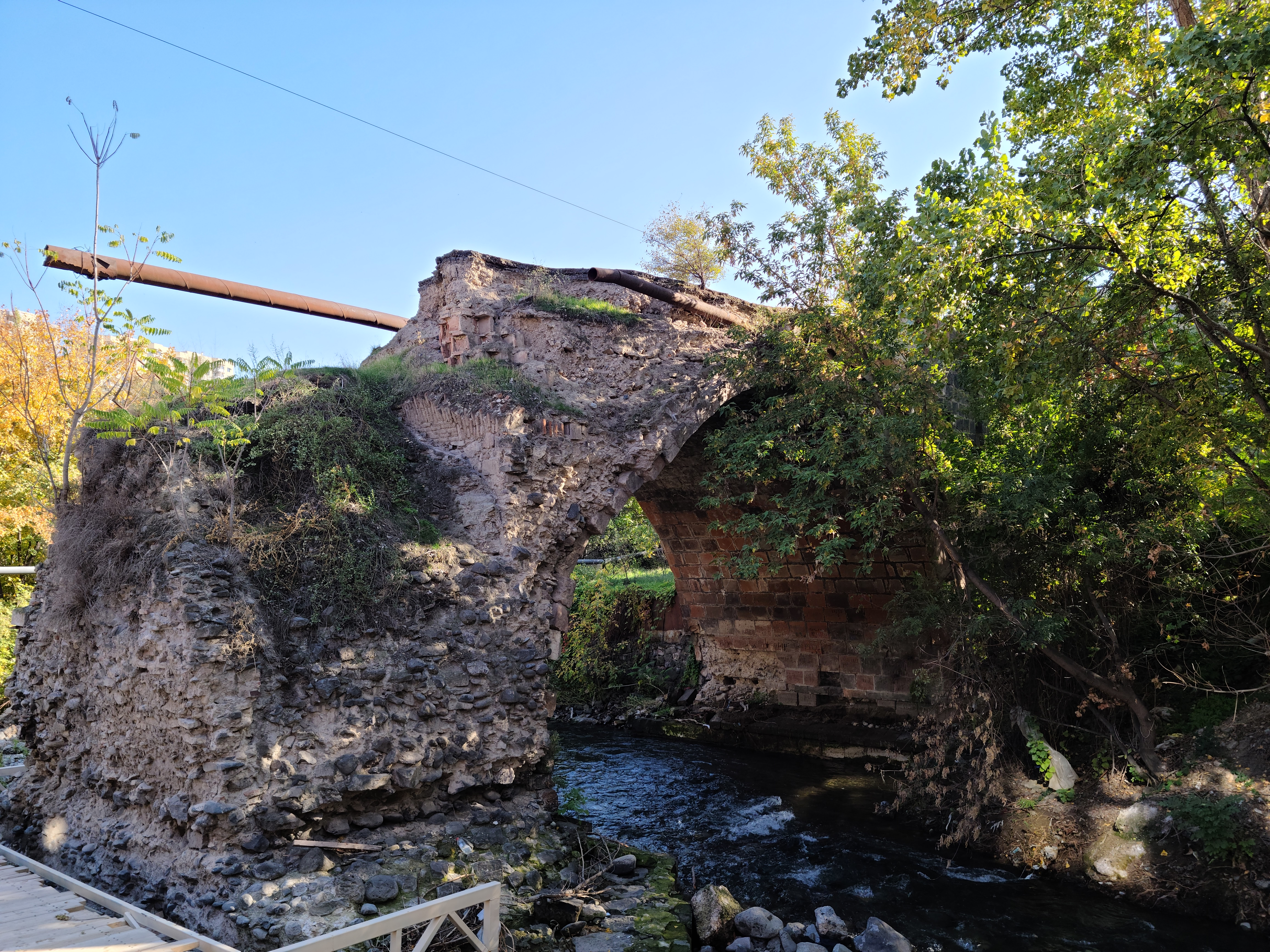
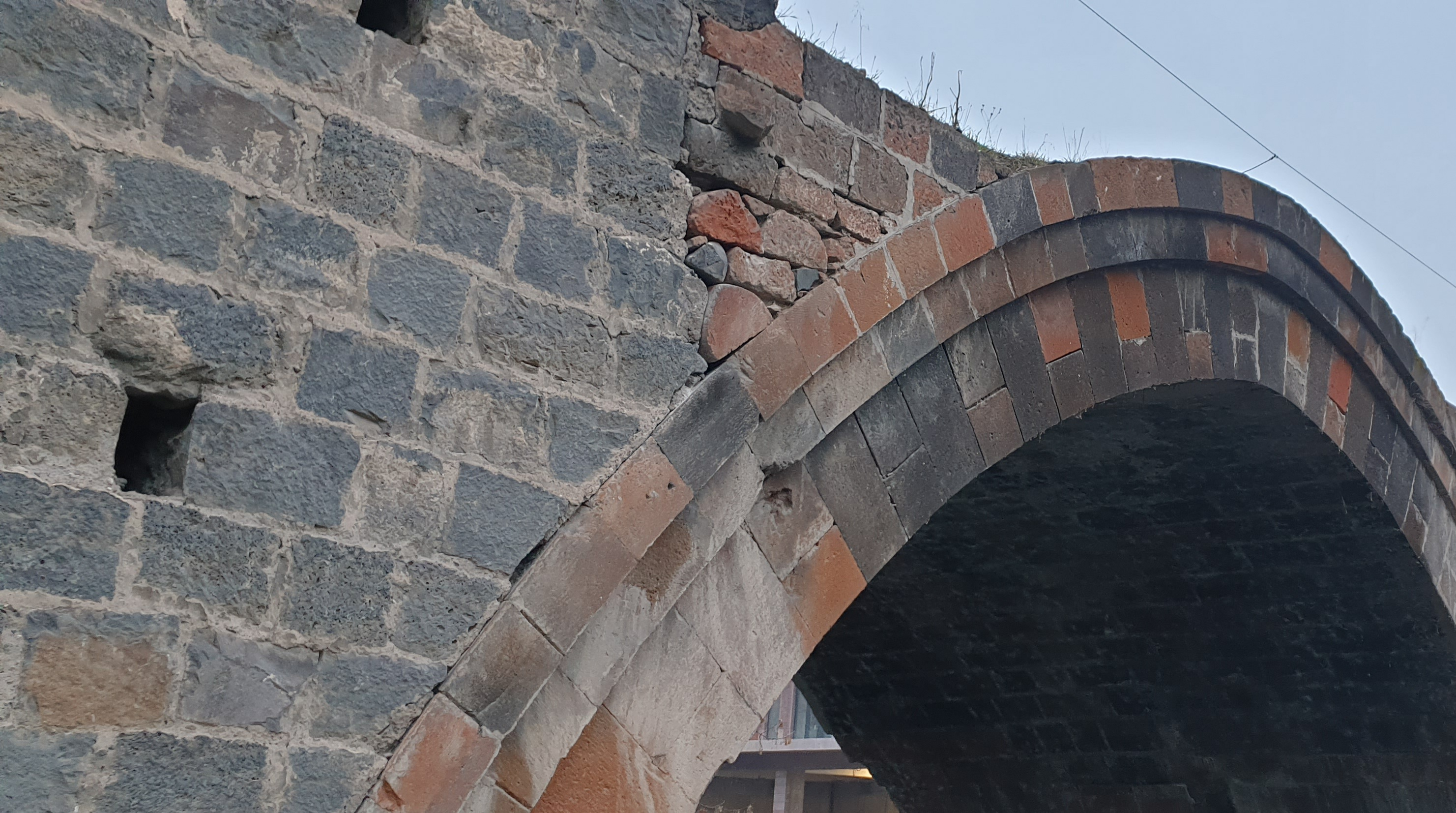
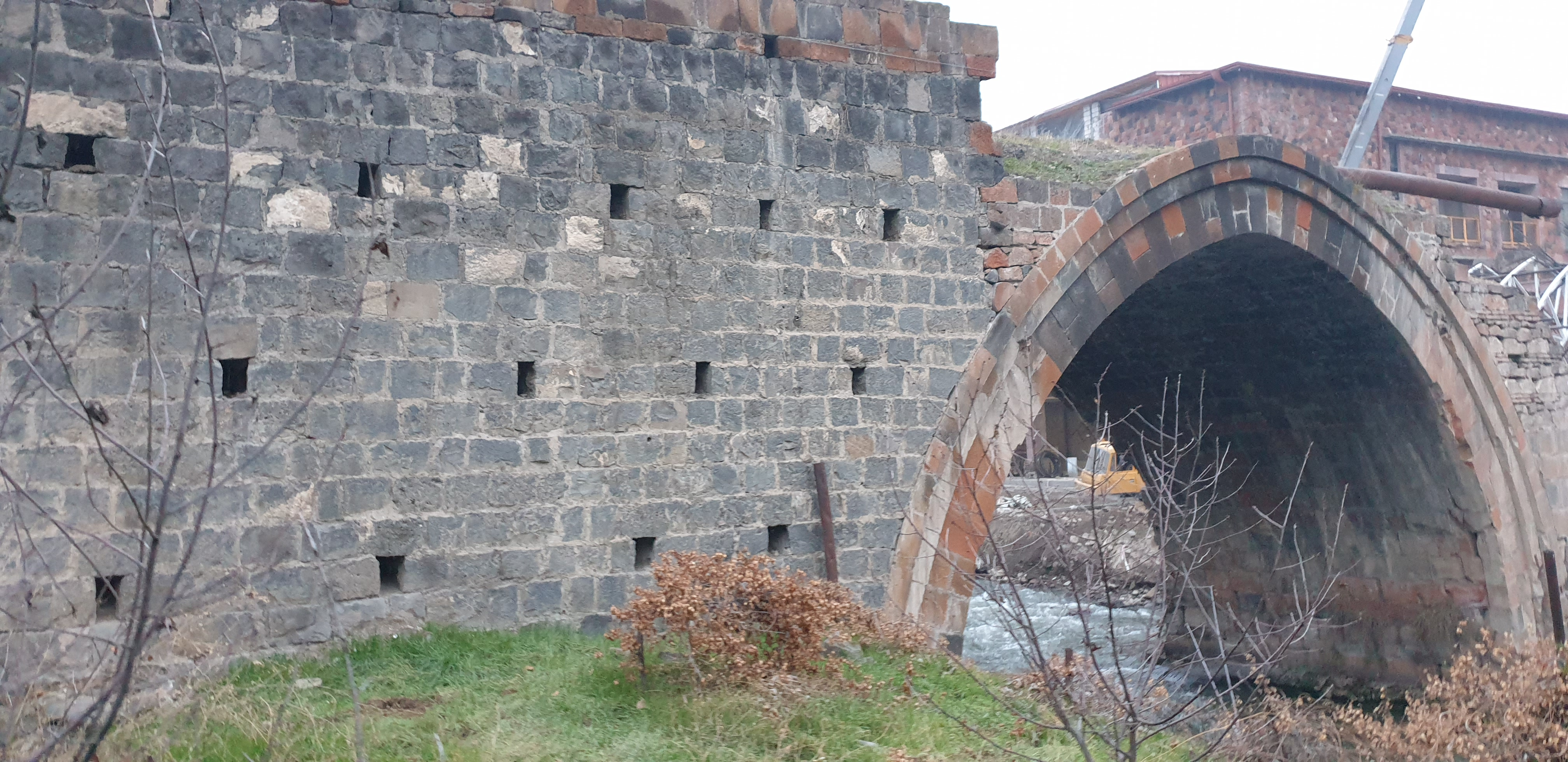
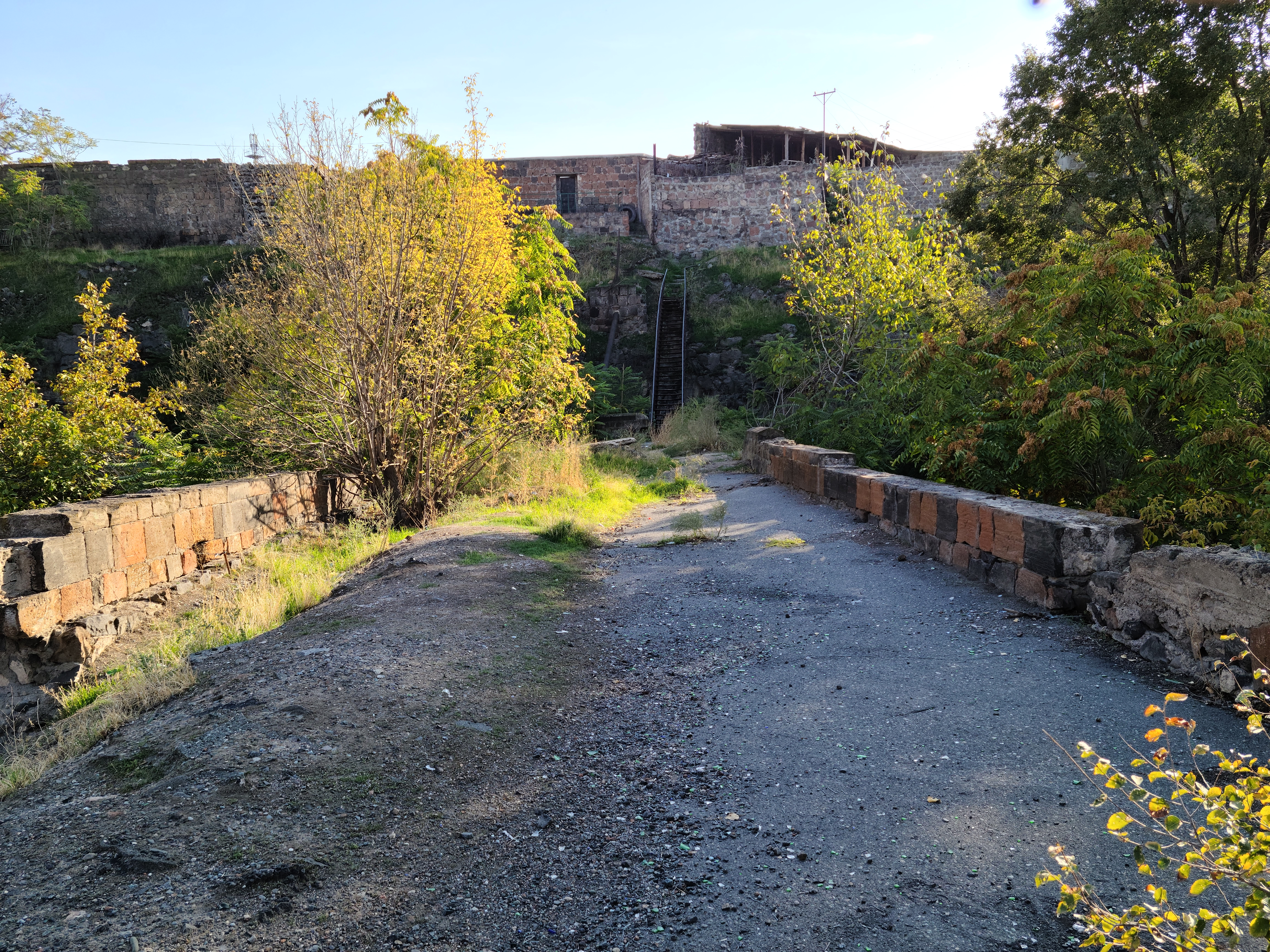
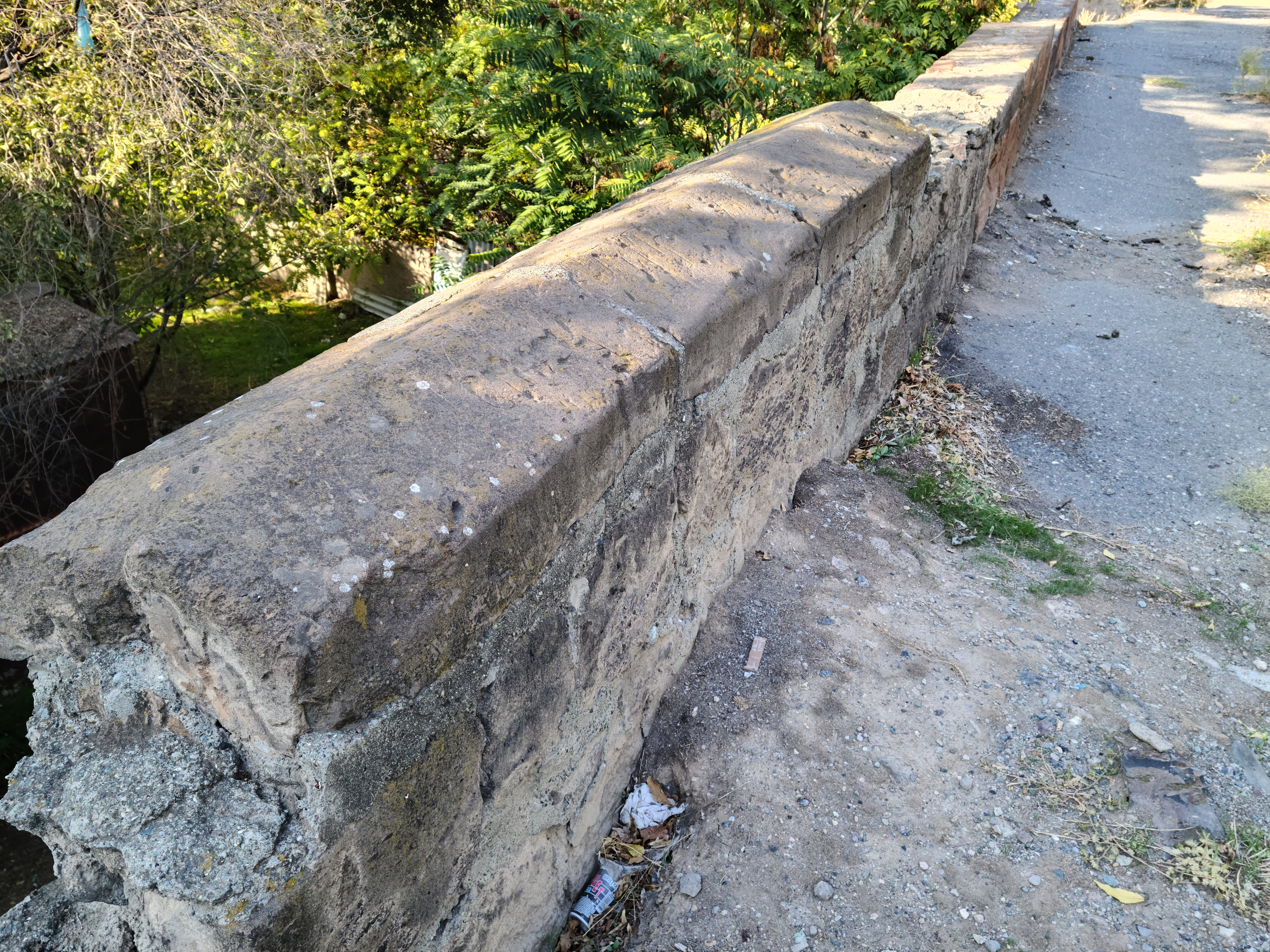

Реконструкция моста
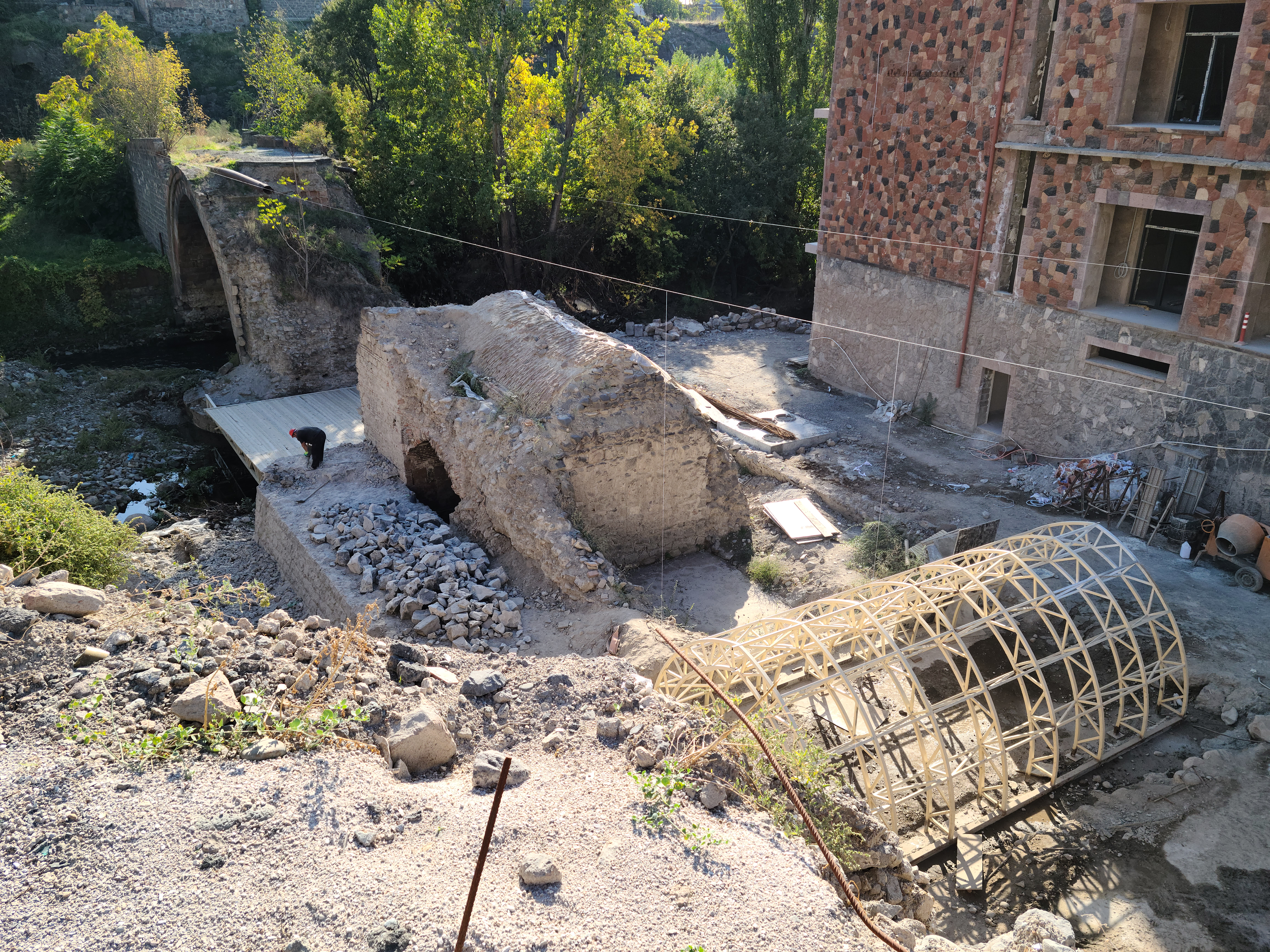
Со стороны Ереванской крепости
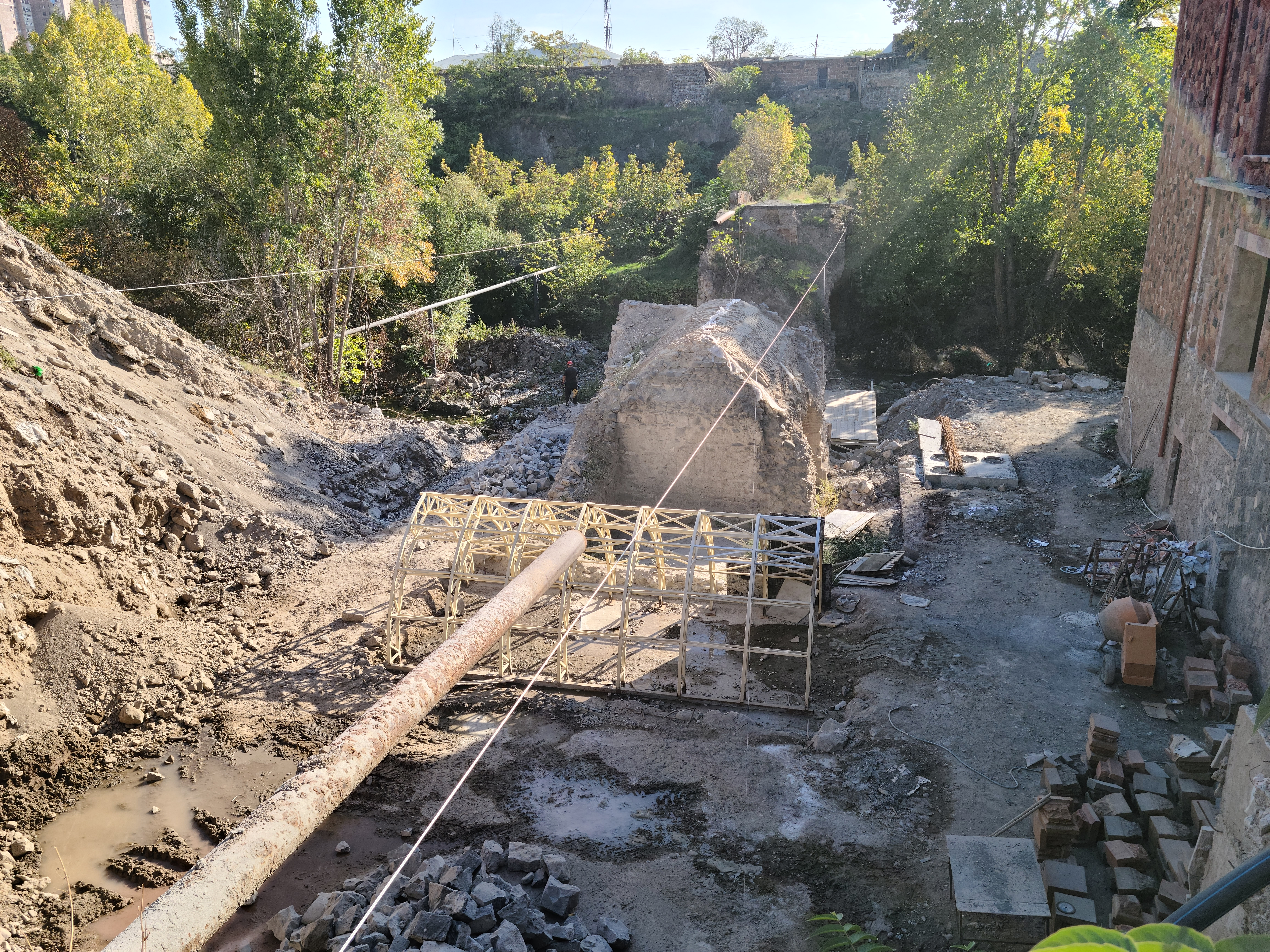
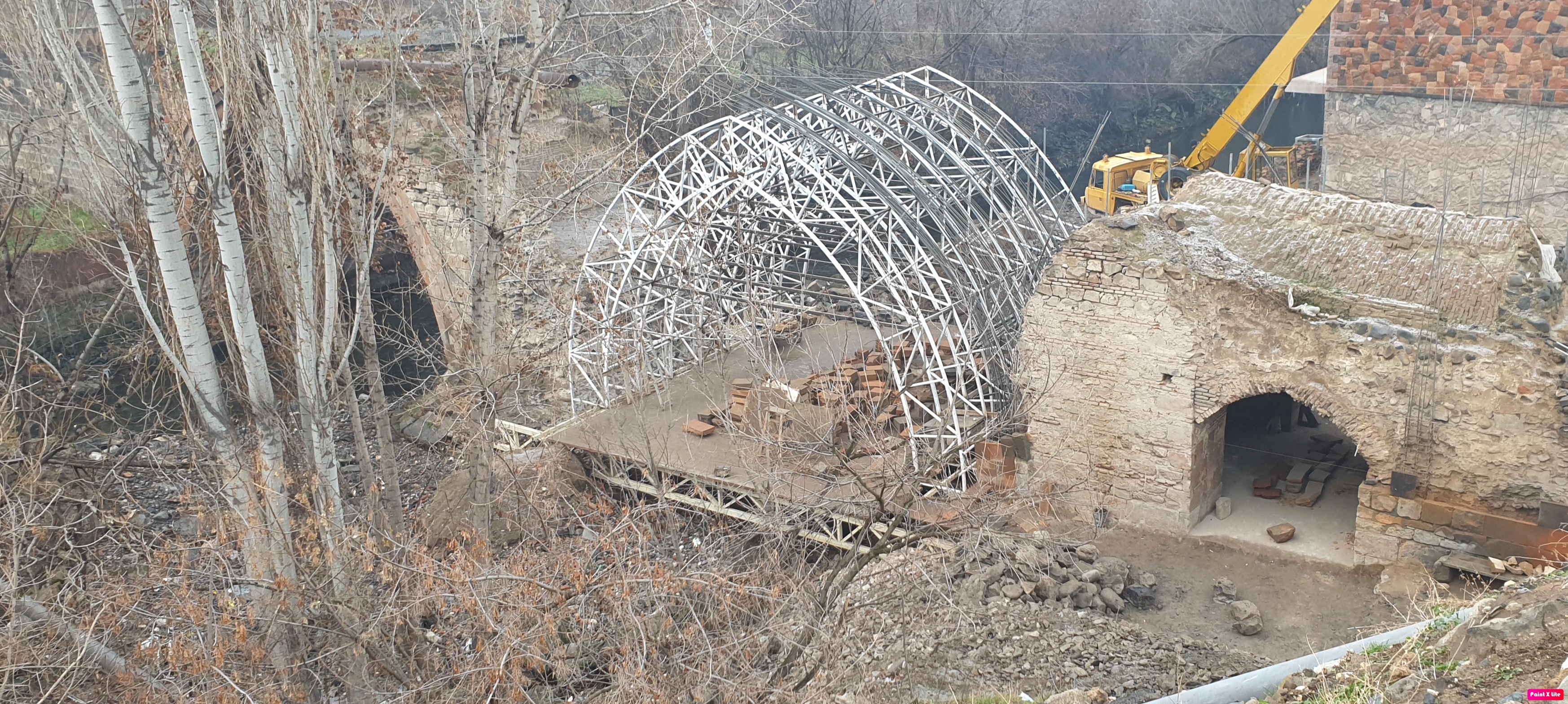
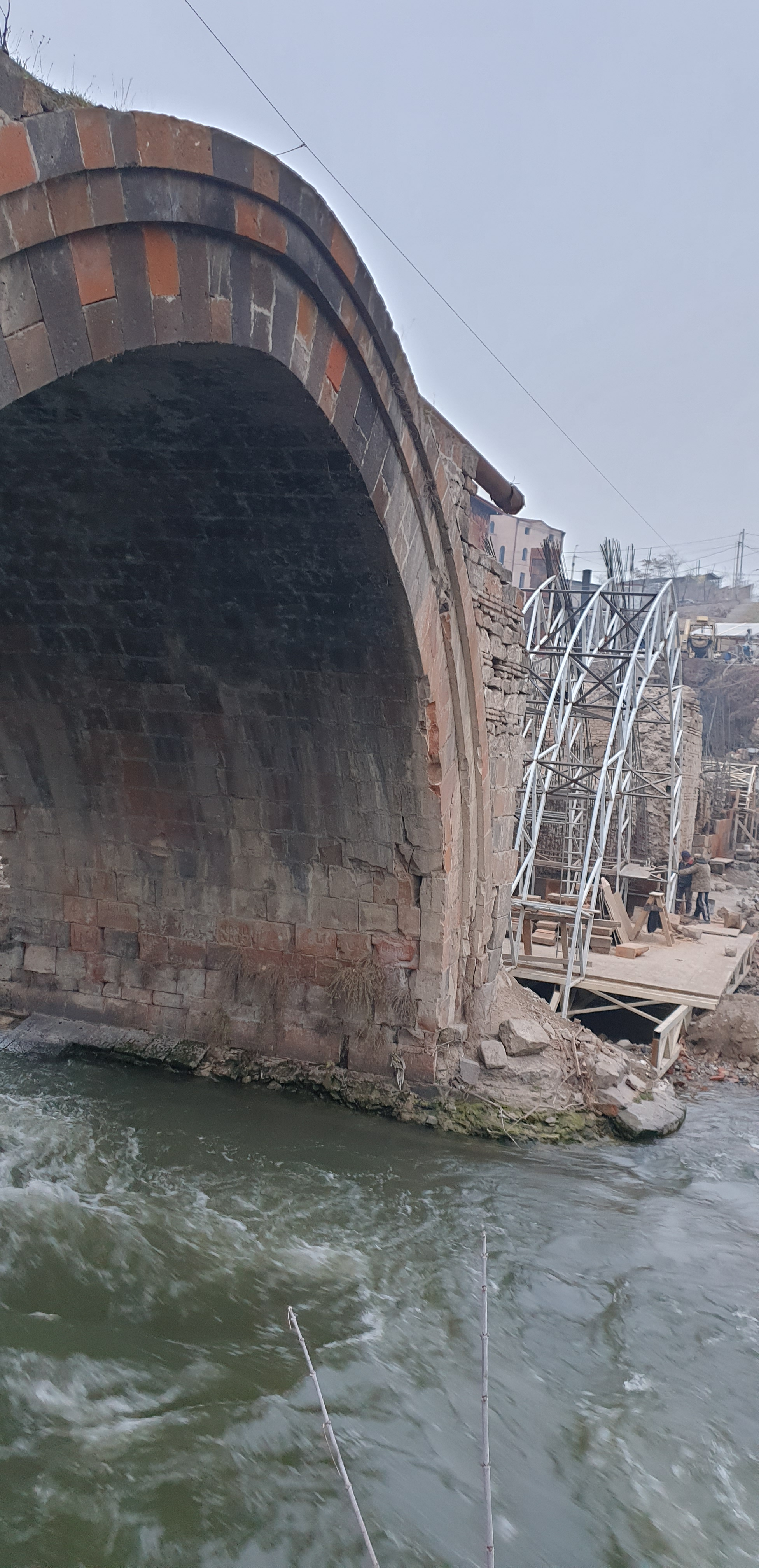
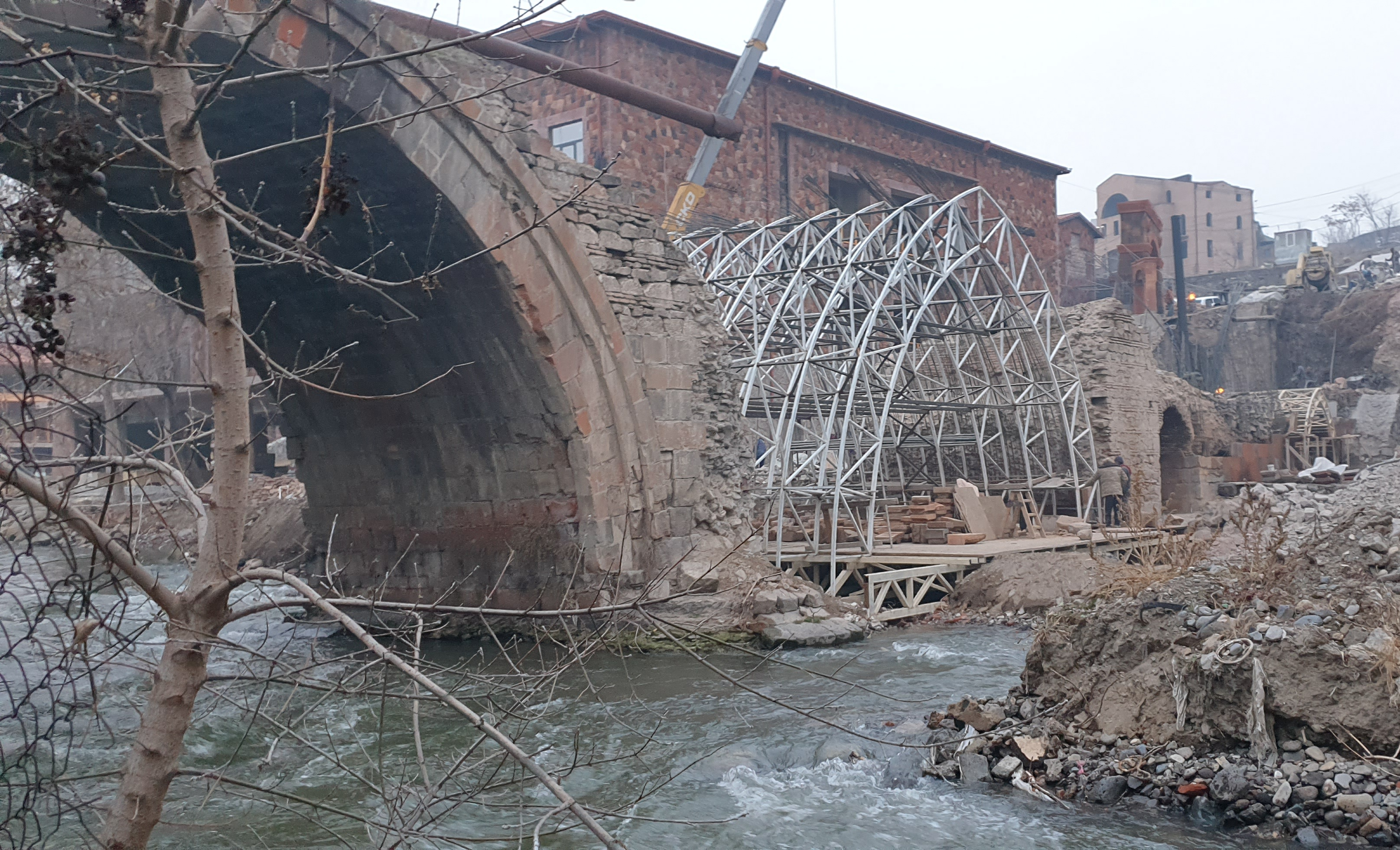
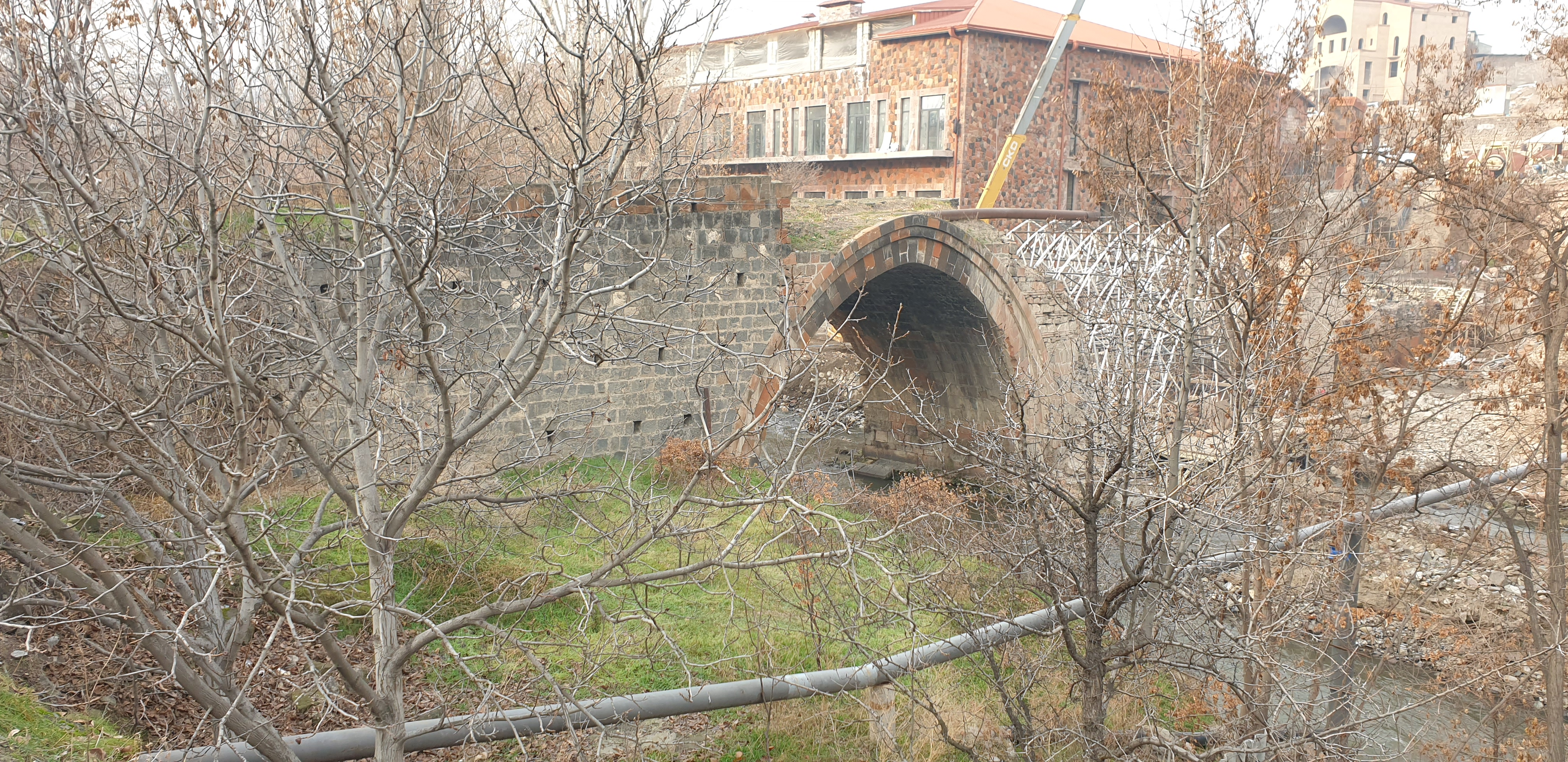